# Paromala simplex
Paromala simplex là một loài bướm đêm trong họ Geometridae.